# Hylophylax naevioides
Il mangiaformiche maculato (Hylophylax naevioides (Lafresnaye, 1847)) è un uccello passeriforme della famiglia Thamnophilidae.

## Distribuzione e habitat
Vive in Colombia, Ecuador, Costa Rica, Honduras, Nicaragua e Panama.

## Tassonomia
Sono note le seguenti sottospecie:
- H. naevioides capnitis (Bangs, 1906)
- H. naevioides naevioides (Lafresnaye, 1847)
- H. naevioides subsimilis Todd, 1917